# فیلیپیاادا
فیلیپیاادا (به لاتین: Filippiada) یک شهرک در یونان است که در Ziros Municipality واقع شده‌است.